# Cephaloxoides keppeli
Cephaloxoides keppeli är en kräftdjursart som först beskrevs av Barnard och Drummond 1978.  Cephaloxoides keppeli ingår i släktet Cephaloxoides och familjen Phoxocephalidae. Inga underarter finns listade i Catalogue of Life.